# Hotel Rialto (Warschau)

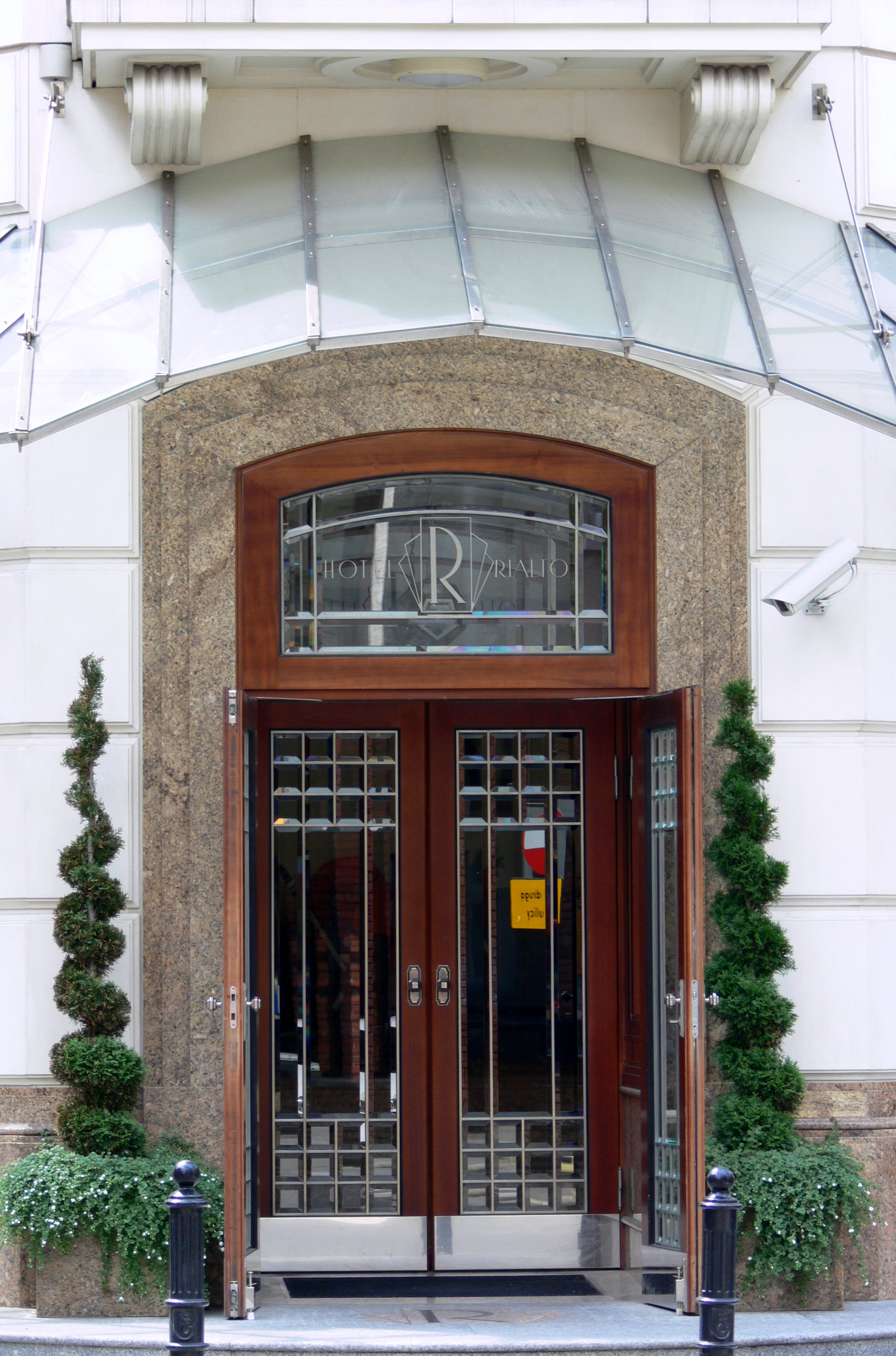
Eingang zum Hotel

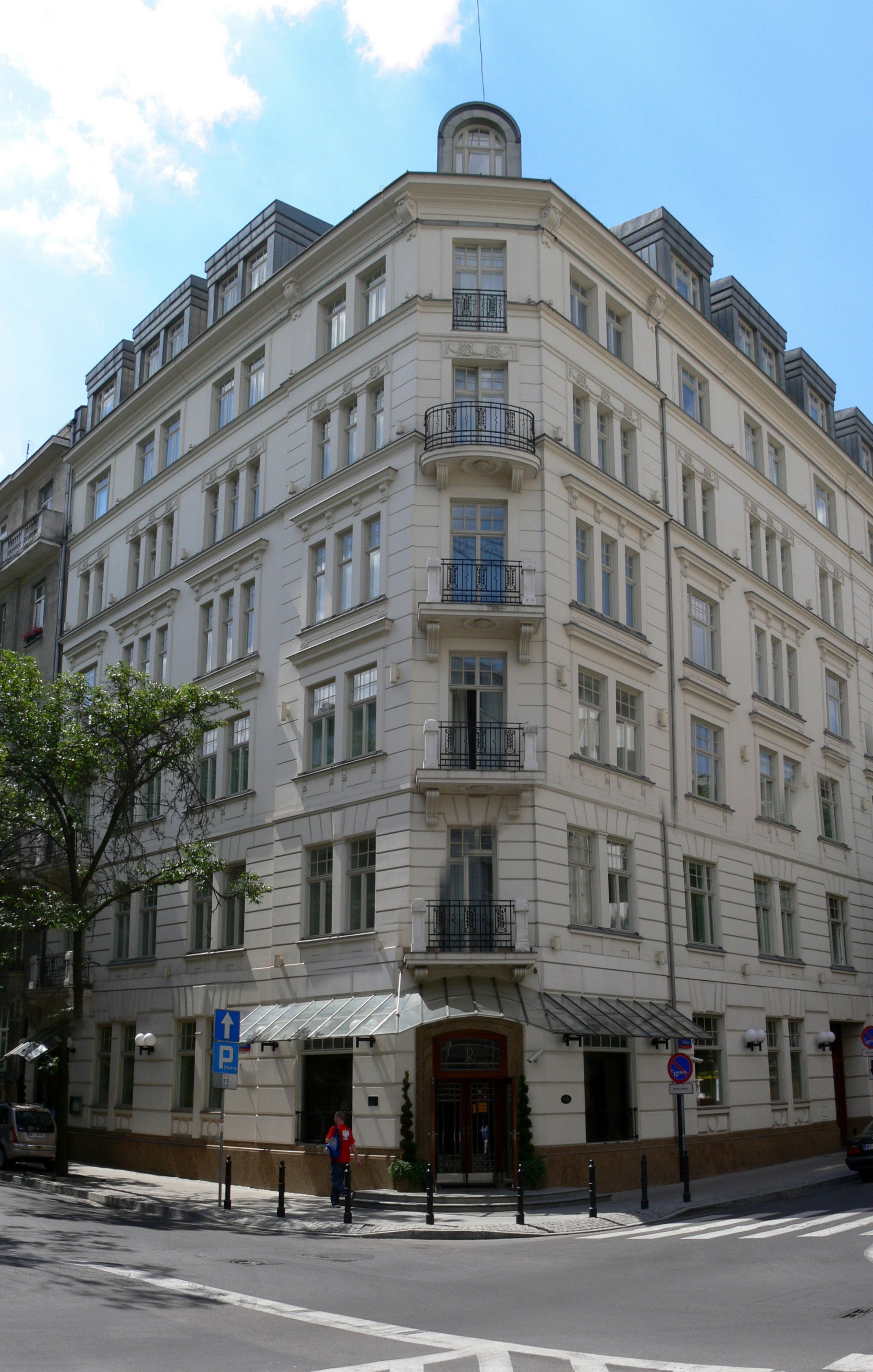
Das Hotel an der Straßenecke Emilii-Plater und Wilcza

Das Hotel Rialto im Süden des Warschauer Innenstadtdistriktes ist ein junges 5-Sterne-Boutique-Hotel in einem historischen Gebäude.

## Geschichte
Das siebengeschossige Hotel hat die Adresse Ulica Wilcza 73 und ist ein Eckgebäude zur Ulica Emilii Plater. Es liegt am Rande des Warschauer Geschäftsviertels und befindet sich rund 200 Meter ostwärts der Aleja Niepodległości und in unmittelbarer Nähe des rückwärtigen Geländes der Technischen Universität Warschaus. Das angrenzende Gebäude – 1913 im Sezessionsstil errichtet – ist die „Kamienica Próchnickich“ (Próchnicki-Mietshaus), in dem von 1922 bis 1923 Józef Piłsudski mit seiner Familie lebte.
Das Gebäude, in dem sich heute das Rialto befindet, wurde etwa 1906 – ebenfalls als Mietshaus – errichtet, das ab 1930 Józef Cybulski gehörte. In seiner Außengestaltung mischen sich Elemente des Eklektizismus mit solchen des Art déco. Im Jahr 2001 wurde mit der Sanierung und dem gleichzeitigen Umbau des Gebäudes zu einem Hotel begonnen. Dieser Umbau war 2003 abgeschlossen. Verantwortlich war das Studio Dom Architektury, das ausführende Bauunternehmen war das Unternehmen Arcus. Eigentümer ist die Mot Sp. z o.o. Wände und Treppenhäuser blieben bestehen, das Fundament wurde erneuert (verstärkt), Lifte eingebaut und drei zusätzliche Stockwerke auf die Altsubstanz aufgesetzt. Nach Fertigstellung war es Warschaus erstes modernes Boutique-Hotel. Optisch ist es ganz der Zeit der Goldenen Zwischenkriegszeit Warschaus gewidmet. Das Hotel verfügt über 44 individuell gestaltete und eingerichtete Zimmer; von Art Nouveau bis Art déco findet man hier alle Stilrichtungen der ersten 35 Jahre des 20. Jahrhunderts. Die antiken Möbel wurden auf Flohmärkten in ganz Europa zusammengekauft. Sechs Einzelzimmer, 27 Doppelzimmer und elf Suiten stehen zur Verfügung.
Das Restaurant des Hotels („Rialto“) ist ebenfalls im Ambiente der 1920er Jahre gestaltet. Es wurde durch seinen Gründungs-Leiter und -Pächter, den Schweizer Kurt Scheller, bekannt. In der Hotelhalle befindet sich eine Glasmalerei von Jerzy Owsiak. Das Rialto wurde in der Kategorie des besten neuen Hotels für den „European Hotel Design Awards 2003“ nominiert. Venus Williams wohnte hier bei einem Warschau-Besuch.